# Bernardo do Mearim
Bernardo do Mearim är en kommun i Brasilien.   Den ligger i delstaten Maranhão, i den nordöstra delen av landet, 1 300 km norr om huvudstaden Brasília. Antalet invånare är 5 996.
Omgivningarna runt Bernardo do Mearim är huvudsakligen savann. Runt Bernardo do Mearim är det ganska glesbefolkat, med 43 invånare per kvadratkilometer.